# ایستگاه بثرست (تورنتو)
ایستگاه بثرست (انگلیسی: Bathurst station) یک ایستگاه مترو در خط ۲ بلور–دانفورث در تورنتو، انتاریو، کانادا است.